# HD 61248
Ne doit pas être confondu avec q Carinae (V337 Carinae).
Q Carinae
Désignations
Q Carinae, également désignée HD 61248 ou HR 2934, est une étoile géante de la constellation australe de la Carène. Elle est visible à l'œil nu avec une magnitude apparente de 4,94.
L'étoile présente une parallaxe annuelle de 7,81 ± 0,09 mas telle que mesurée par le satellite Gaia, ce qui permet d'en déduire qu'elle est distante de 128,08 ± 1,45 pc (∼418 al) de la Terre. Elle s'éloigne actuellement du Système solaire à une vitesse radiale de 63 km/s ; elle s'était rapprochée jusqu'à une distance minimale d'environ 27,47 pc (∼89,6 al) il y a quelque 1,8 million d'années.
Q Carinae est une étoile géante rouge de type spectral K3 III, ce qui signifie qu'elle a épuisé les réserves en hydrogène qui étaient contenues dans son noyau. Elle s'est étendue et son rayon est devenu 30 fois plus grand que le rayon solaire et sa luminosité est 279 fois supérieure à celle du Soleil. Sa température de surface est de 4 289 K. Il s'agit d'une étoile variable suspectée et sa luminosité a été observée varier entre la magnitude 3,83 et 3,93 dans la bande R.